# 大具乡
大具乡，是中华人民共和国云南省丽江市玉龙纳西族自治县下辖的一个乡镇级行政单位。

## 行政区划
大具乡下辖以下地区：
培良村、头台村、白麦村和甲子村。